# Metarranthis amethystaria
Metarranthis amethystaria är en fjärilsart som beskrevs av John Kern Strecker 1899. Metarranthis amethystaria ingår i släktet Metarranthis och familjen mätare. Inga underarter finns listade i Catalogue of Life.